# Як продавати наркотики онлайн (швидко)
«Як продавати наркотики онлайн (швидко)» (нім. How to Sell Drugs Online (Fast)) — німецький телевізійний молодіжний серіал з елементами драми та комедії. Створений Philipp Käßbohrer і Matthias Murmann. Перший сезон, який складається з шести епізодів, було випущено 31 травня 2019 року на Netflix. 28 липня 2020 року серіал був продовжений на третій сезон.

## Сюжет
Події серіалу відбуваються в Німеччині, у вигаданому маленькому містечку Рінзельні, який знаходиться у федеральній землі Північний Рейн-Вестфалія. У серіалі розповідається про молодого юнака Моріца Ціммермана, який є учнем середньої школи. Він разом зі своїм ліпшим другом Ленні Сандером засновують найбільшу в Європі онлайн-магазин з продажу наркотиків, щоб повернути своє кохання Лізу Новак. Починаючи з малого бізнесу, він швидко виходить з-під контролю, і головні герої вчаться боротися з проблемами, які перед ними стали.
Серіал був придуманий завдяки справжній історії, яка відбулася в Ляйпцигу у 2015 році.

## Актори та персонажі
| Актор                | Персонаж         | Опис персонажу |
| -------------------- | ---------------- | --- |
| Максиміліан Мундт    | Моріц Циммерман  | Шкільний ботан і генеральний директор MyDrugs. Його прагнення до влади та контролю у MyDrugs призводить до багатьох невдач та успіхів для групи. Він виступає головним оповідачем серіалу. |
| Анна Лена Кленке     | Ліза Новак       | Колишня дівчина Моріца. Її вживання та симпатія до екстазі є головним каталізатором у планах Моріца повернути її.                                                                          |
| Даніло Камперідіс    | Ленні Сандер     | Найкращий друг Моріца. Вправний хакер і "задрот", згодом ставши технічним директором MyDrugs. Він прив'язаний до інвалідного візка внаслідок раку кісток.                                  |
| Даміан Гардунг       | Даніель Ріфферт  | Хлопець Лізи. Хоча на початку він був суперником Моріца, пізніше він стає частиною MyDrugs як логістика.                                                                                   |
| Луна Батіст Шаллер   | Герді Швердфегер | Одна з подруг Лізи в школі, яка сподобалася Моріцу. |
| Леоні Весселов       | Фріці            | Ще одна подруга Лізи |
| Б'ярне Медель        | Якоб 'Буба' Отто | Наркодилер, який є головним джерелом екстазі в Рінзельні. Йому належить місцева ферма, яка є центром албанської банди.                                                                     |
| Роланд Рібелінг      | Єнс Циммерман    | Батько Моріца та співробітник поліції Північного Рейну-Вестфалії. Він є слідчим у справах з наркотиками у Рінзельні, а пізніше - MyDrugs.                                                  |
| Джоліна Амелі Трінкс | Марі Ціммерманн  | Молодша сестра Моріца. Вона володіє відносно успішним акаунтом в Instagram. Також займається верховою їздою на фермі в албанців.                                                           |

## Епізоди
| Сезон | Епізоди | Епізоди | Оригінальний випуск | Оригінальний випуск |
| ----- | ------- | ------- | ------------------- | ------------------- |
| 1     | 6       | 6       | 31 травня 2019      | 31 травня 2019      |
| 2     | 6       | 6       | 21 липня 2020       | 21 липня 2020       |
| 3     | 6       | 6       | 27 липня 2021       | 27 липня 2021       |

### 1 сезон (2019)
| № серії (загалом) | № серії (в сезоні) | Назва серії | Режисер(и)      | Сценарист(и)                                      | Оригінальна дата виходу |
| --- | ------------------ | --- | --------------- | ------------------------------------------------- | ----------------------- |
| 1 | 1                  | «Сьогодні ти ботан, а завтра — бос» «Nerd Today, Boss Tomorrow»                                                                       | Ларс Монтег     | Sebastian Colley, Philipp Käßbohrer, Stefan Titze | 31 травня 2019          |
| Моріц Ціммерман учень середньої школи, якого кидає його дівчина Ліза Новак. Дізнавшись, що Ліза захопилася екстазі за кордоном. Моріц звертається за допомогою до свого друга Ленні Сандлера, щоб повернути її. Моріц знаходить дилера Якоба 'Буба' Отто і купує весь запас екстазі в надії, що новому хлопцеві Лізи не буде що їй запропонувати. У боргу перед Бубою, і залишений з повним пакетом екстазі, Моріц планує продати їх через Інтернет. |                    | |                 |                                                   |                         |
| 2 | 2                  | «Життя несправедливе, звикайте» «Life’s Not Fair, Get Used to It»                                                                     | Ларс Монтег     | Sebastian Colley, Philipp Käßbohrer, Stefan Titze | 31 травня 2019          |
| Батьки Лізи знайшли таблетку екстазі, і Ліза зв'язується з Деном, щоб він їй допоміг. Оскільки Моріц все ще має доступ до її облікового запису на Facebook, він починає видаляти повідомлення від Дена для того, щоб створити ілюзію, що Ден ігнорує Лізу. Моріц для того, щоб продавати таблетки екстазі створює у даркнеті сторінку під назвою "MyDrugs". Дена допитують у поліції з приводу того, що він перебуває під кайфом, і його просять розкрити його дилера або він потрапить у в'язницю. |                    | |                 |                                                   |                         |
| 3 | 3                  | «Поразка — це не варіант» «Failure is Not an Option»                                                                                  | Ларс Монтег     | Sebastian Colley, Philipp Käßbohrer, Stefan Titze | 31 травня 2019          |
| Буба вистежує Моріца і Ленні, і вимагає гроші, які Моріц заборгував. Дізнавшись про MyDrugs, Буба вимагає 10 000 євро з отриманого прибутку. Виявляється, хоча замовлення високі, відгуки про таблетки погані, і Моріц приймає допомогу від користувача під назвою «PurpleRain». Ден запитує у Лізи чому вона його ігнорує, але Ліза здивовано заперечує це. Ден знову намагається писати текстові повідомлення, але Ліза бачить, як Моріц їх видаляє. Бубу заарештовують, а тим часом Моріц і Ленні забирають перший пакет від PurpleRain. |                    | |                 |                                                   |                         |
| 4 | 4                  | «Якщо реальність така, тоді я пас» «If This is Reality, I’m Not Interested»                                                           | Арне Фельдгузен | Sebastian Colley, Philipp Käßbohrer, Stefan Titze | 31 травня 2019          |
| Дії Моріца призвели до того, що його почали зневажати у школі. Його стосунки з Ленні починають ставати більш напруженими. Батько Моріца, який працює у поліції, звертається до Моріца, щоб допомогти їм зламати ноутбук Буби. Оскільки інформація на ноутбуці Буби містить посилання на Ленні та Моріца, Моріц стирає всі дані, роблячи вигляд, що це сталось через поліцію. |                    | |                 |                                                   |                         |
| 5 | 5                  | «Усе або нічого» «Score Big or Don’t Score at All»                                                                                    | Арне Фельдгузен | Sebastian Colley, Philipp Käßbohrer, Stefan Titze | 31 травня 2019          |
| MyDrugs запрацюва, і Моріц з Ленні вирішують це відсвяткувати. Моріц хоче розповісти про Ленні, щоб він міг домовлятись про угоду з виробником GoodTimes у Роттердамі для того, щоб збільшити асортимент MyDrugs, але Ленні відмовляється, стверджуючи, що Моріцу байдуже на їх дружні стосунки, і його цікавить тільки бізнес. Моріц приймає запрошення на день народження однокласниці Герди, і бачить, як Ден та Ліза цілуються. Герда отримує передозування від екстазі, і Буба, якого випустили з в'язниці через брак доказів проти нього знаходить Ленні.                                                                                                   |                    | |                 |                                                   |                         |
| 6 | 6                  | «Якщо в кімнаті розумніших за тебе немає, то ти не в тій кімнаті» «If You Are the Smartest One in the Room, You’re in the Wrong Room» | Арне Фельдгузен | Sebastian Colley, Philipp Käßbohrer, Stefan Titze | 31 травня 2019          |
| Ленні зник безвісти, а Моріц намагається з ним зв'язатися, дізнавшись про передозування Герди. Він залучає Дена допомогти знайти Ленні. Його знаходять на фермі Буби. Моріц та Ден вирішують врятувати Ленні, але їм це невдається, і всіх трьох Буба тримає як в'язнів. Коли Буба намагається вбити Ленні, то Ленні дістає пластиковий пістолет, Буба насміхається над ним, і забирає цей пістолет, думаючи, що це лише іграшка, і випадково вистрілює собі в обличчя. Ці троє вирішують відкласти відмінності, які між ними були, в сторону, і спільно працювати над MyDrugs. Ліза та Моріц миряться, і Ліза каже Дену, що їхні стосунки повинні бути на паузі. |                    | |                 |                                                   |                         |

### 2 сезон (2020)
| № серії (загалом) | № серії (в сезоні) | Назва серії                                                     | Режисер(и)      | Сценарист(и)                                                                 | Оригінальна дата виходу |
| --- | ------------------ | --------------------------------------------------------------- | --------------- | ---------------------------------------------------------------------------- | ----------------------- |
| 7 | 1                  | «Думай інакше» «Think Different»                                | Міа Шпенглер    | Sebastian Colley, Mats Frey, Philipp Käßbohrer, Stefan Titze, Natalie Thomas | 21 липня 2020           |
| MyDrugs стає успішним проєктом, який хлопці навіть не могли собі уявити. Але тріо незадоволене продовженням роботи вебсайту і хочуть вийти з торгівлі. Вплив Дена в групі змушує Ленні імпровізовано почати зустрічатися з Кірою, з якою він познайомився в інтернеті. Збентежений показати їй своє справжнє "Я", Ленні використовує на побаченні Дена для цього, але Кіра розуміє що тут до чого. Моріц їде до Роттердаму, щоб спробувати домовитись про угоду, і вийти з бізнесу, але боячись, що з ним щось станеться він передумав, і вирішив продовжити свій бізнес з GoodTimes. Заявивши, що тріо створить фальшивий бізнес, щоб відмивати зароблені гроші, поки вони загалом не зароблять 15 мільйонів євро. |                    |                                                                 |                 |                                                                              |                         |
| 8 | 2                  | «Куди ти хочеш піти сьогодні?» «Where Do You Want to Go Today?» | Міа Шпенглер    | Sebastian Colley, Mats Frey, Philipp Käßbohrer, Stefan Titze, Natalie Thomas | 21 липня 2020           |
| Всі операції MyDrugs стало складніше робити через появу Лізи у житті Моріца. Моріц неохоче говорить Лізі правду після того, як її мати потрапила на реабілітацію, але Ленні розповів Кірі про MyDrugs. Ще в Роттердамі початкові ідеї Моріца не справили враження на GoodTimes. Однак Ден несподівано втручається і представляє "BonusLife", послугу вітамінних добавок для геймерів. Моріц не схвалює цієї ідеї і стурбований тим, що Ден підриває його авторитет як лідера, але зневажливо погоджується з його планом. На вечірці Моріц вирішує порвати з Лізою через те, що відбується у них з MyDrugs. |                    |                                                                 |                 |                                                                              |                         |
| 9 | 3                  | «Натхненний реальним життям» «Inspired by Real Life»            | Міа Шпенглер    | Sebastian Colley, Mats Frey, Philipp Käßbohrer, Stefan Titze, Natalie Thomas | 21 липня 2020           |
| Моріц погано сприймає розставання з Лізою, яка тим часом переїхала до Фріці. Результати шкільного тесту надихають Моріца, Дена та Ленні стати кращими у своєму бізнесі, поки Ленні не згадує, що Кіра повинна приєднатися до команди. Злякавшись того факту, що вона може розкрити їх. Моріц дізнається справжню особистість Кіри, її справжнє ім'я Мілена Бехтгольц, яка шантажує збоченців на біткойни. Моріц вистежує Кіру, яка його цілує думаючи, що за нею стежить Ленні, а не Ліза. Кіра відмовляється від стосунків з Ленні, блокуючи його на всіх платформах. Ця напруга досягає найвищої точки, коли Ленні та Ден дізнаються від Лізи новини про те, що Кіра та Моріц цілувались, також вражені, коли Ленні зізнався, що сказав Кірі про свою причетність до MyDrugs. Під час дзвінка з GoodTimes колишня банда Буби (албанці) знаходить тріо. |                    |                                                                 |                 |                                                                              |                         |
| 10 | 4                  | «Купи це. Продай це. Люби це.» «Buy It. Sell It. Love It.»      | Арне Фельдгузен | Sebastian Colley, Mats Frey, Philipp Käßbohrer, Stefan Titze, Natalie Thomas | 21 липня 2020           |
| Напружене протистояння з матір'ю Буби, лише погіршує ситуацію для тріо, змушуючи їх продавати кокаїн та заплатити албанцям 50 000 євро як відплату за смерть Буби. Вони вирішують вивести зароблені біткойни у готівку, і створити окремий банківський рахунок, щоб передати гроші банді. Справа ускладнюється, коли у домі Моріца з'являється поліцейська собака Сузі. Сузі винюхує схованку екстазі, і руйнує її, тоді Моріц і Ленні вивозять собаку до лісу, і покидають її там. Ден, який може залишитись на повторний рік, якщо не здасть іспит з біології, тому він просить у Моріца допомоги з підготовкою. Спроба познайомитися з Деном краще руйнується, коли Йенс дізнається про наркотики. Хоча Моріцу вдається приховати свою асоціацію з MyDrugs, Йенс розповідає, що федеральна поліція починає шукати хто стоїть за MyDrugs. |                    |                                                                 |                 |                                                                              |                         |
| 11 | 5                  | «Рухайся швидко й ламай усе» «Move Fast and Break Things»       | Арне Фельдгузен | Sebastian Colley, Mats Frey, Philipp Käßbohrer, Stefan Titze, Natalie Thomas | 21 липня 2020           |
| Ліза вражена, дізнавшись правду, яка стоїть за MyDrugs, наполягаючи на тому, що Моріц повинен робити те, що він повинен був робити спочатку, вийти з цього бізнесу. З моменту руйнування офісу репутація MyDrugs похитнулась із затримкою замовлень. Розгніваний тим, що Моріц не допоміг йому у підготовці до іспиту Ден відмовляється говорити з Моріцем. GoodTimes проводить візит до Моріца, пропонуючи йому посаду в Роттердамі ціною втрати Ленні та Дена. Передача 50 000 євро албанській банді лише закріплює їх як цінних партнерів у свідомості Моріца. Ден дізнається, що його сім'я збанкрутувала, і Ленні вдається отримати схвалення на експериментальну терапію. У напруженій дискусії щодо угоди з GoodTimes, Моріц розповідає Ленні та Дену, що їх вбивство було хитрістю для того, щоб продовжити займатись наркотиками, і що вони могли вийти з торгівлі. Пригнічений Ленні виганяє його з MyDrugs. Коли Моріц приєднується до албанців на полюванні, він випадково поранив Сузі. Повернувши її додому, він дізнається, що в офісі нічого немає, і його колишні партнери припинили спілкування з ним. |                    |                                                                 |                 |                                                                              |                         |
| 12 | 6                  | «Не роби зла» «Don't Be Evil»                                   | Арне Фельдгузен | Sebastian Colley, Mats Frey, Philipp Käßbohrer, Stefan Titze, Natalie Thomas | 21 липня 2020           |
| Пропускаючи іспит, Моріц повертає контроль над MyDrugs, зламавши рахунок Ленні, і приймає угоду в Роттердамі. Тим часом у школі Лізі вдається скоїти диверсію, щоб іспит скасували, і цим даючи Моріцу можливість скласти його. Міа одна з членів GoodTimes спілкується з Моріцем і розповідає, що збирається залишити бізнес. Однак соратник GoodTimes Маартен вбиває її. Повернувшись до школи, Моріц намагається попередити, що Маартен та решта з GoodTimes вб'ють їх, якщо вони спробують зупинити торгівлю наркотиками, але Ленні та Ден не вірять йому. Маартен намагається вбити Ленні та Дена, але албанці зупиняють його, яких послав Моріц. Кірі вдається врятувати колишній бізнес під новою назвою CandyBay. |                    |                                                                 |                 |                                                                              |                         |

### 3 сезон (2021)
| № серії (загалом) | № серії (в сезоні) | Назва серії                                                                                   | Режисер(и)     | Сценарист(и)                                                                  | Оригінальна дата виходу |
| --- | ------------------ | --------------------------------------------------------------------------------------------- | -------------- | ----------------------------------------------------------------------------- | ----------------------- |
| 13 | 1                  | «Один провал, маленький зрив» «A single failure, a little slip»                               | Arne Feldhusen | Sebastian Colley, Philipp Käßbohrer, Natalie Thomas, Mats Frey                | 27 липня 2021           |
| Під тиском Goodtimes Моріц поспішає відновити MyDrugs під час шкільної поїздки в ліс, але помилки в коді та алергія стають йому на заваді. |                    |                                                                                               |                |                                                                               |                         |
| 14 | 2                  | «Проступок, дрібний прорив» «A misdemeanor, a little trip»                                    | Arne Feldhusen | Michael Schilling, Philipp Käßbohrer, Mats Frey, Natalie Thomas               | 27 липня 2021           |
| Ленні допомагає Моріцу із сайтом з однією умовою: вони збережуть це в таємниці. Тим часом Єнса турбує майбутнє власного сина.              |                    |                                                                                               |                |                                                                               |                         |
| 15 | 3                  | «Мене слід судити і геть заховати?» «Does this condemn me, lock me away?»                     | Arne Feldhusen | Peter Furrer, Philipp Käßbohrer, Stefan Titze, Natalie Thomas, Mats Frey      | 27 липня 2021           |
| Моріц наймає дорогого бізнес-консультанта. Кіра і Ден придумують нові способи зібрати гроші на лікування Ленні.                            |                    |                                                                                               |                |                                                                               |                         |
| 16 | 4                  | «Перш ніж зайдеш, я маю дещо сказати» «Before you turn the key, I have one more thing to say» | Arne Feldhusen | Michael Schilling, Philipp Käßbohrer, Mats Frey, Natalie Thomas, Stefan Titze | 27 липня 2021           |
| Хлопці вирушають у Роттердам. Марі просить Лізу доглядати за її братом. Коли Моріц переходить межі, Ден намагається все владнати.          |                    |                                                                                               |                |                                                                               |                         |
| 17 | 5                  | «Щоб загладити провину, станьмо друзями на хвилину» «To make amends, maybe be friends»        | Arne Feldhusen | Mats Frey, Stefan Titze, Philipp Käßbohrer, Natalie Thomas                    | 27 липня 2021           |
| Щоб відсвяткувати закінчення вступних іспитів, учні влаштовують у школі костюмовану вечірку, яка виходить із-під контролю.                 |                    |                                                                                               |                |                                                                               |                         |
| 18 | 6                  | «Усі отримують другий шанс» «Everybody gets a second chance»                                  | Arne Feldhusen | Stefan Titze, Mats Frey, Philipp Käßbohrer, Natalie Thomas                    | 27 липня 2021           |
| Ситуація, де багато що поставлено на кін, змушує друзів задуматися над подальшими кроками.                                                 |                    |                                                                                               |                |                                                                               |                         |

## Створення та виробництво

### Розробка
25 жовтня 2018 року було оголошено, що Netflix замовив серіал у якому перший сезон складатиметься з шести серій. Серіал створений Філіппом Касборером та Маттіасом Мурманом, які стануть виконавчими продюсерами. 9 липня 2019 року Netflix оголосив, що серіал був поновлений на другий сезон, який вийшов 21 липня 2020 року. 28 липня 2020 року Netflix поновив серіал на третій сезон, прем'єра якого відбулася 27 липня 2021 року.

### Кастинг
Разом з оголошенням про замовлення серіалу було підтверджено, що в серіалі зіграють Максиміліан Мундт, Анна Лена Кленке, Даніло Камперидіс, Даміан Гардунг, Луна Батіст Шаллер, Леоні Весселов і Б'ярн Медель. У червні 2020 року Лена Урзендовський отримала роль Кіри у другому сезоні. 28 липня 2020 року було оголошено, що Ленгстон Уібель приєднається до акторського складу в третьому сезоні.